# Темплос
Тѐмплос (на гръцки: Τέμπλος; на турски: Zeytinlik) е село в Кипър, окръг Кирения. Според статистическата служба на Северен Кипър през 2011 г. селото има 1090 жители.
Де факто е под контрола на непризнатата Севернокипърска турска република.